# Palazzo dei Cigni
Il Palazzo dei Cigni è stato un centro di produzione televisivo gestito da Videotime per il gruppo Mediaset, nel quale sono state realizzate, fin dagli anni ottanta, numerose trasmissioni.
Il centro si trova in via Fratelli Cervi nel complesso di Milano 2 a Segrate, disponeva di 5 studi ed era uno dei cinque principali centri di produzione televisiva Mediaset, insieme al Technology Operative Center, a Cologno Monzese, e Roma.

## Storia
Da queste stanze iniziarono le prime trasmissioni di Telemilano, poi divenuta prima Telemilano 58 e infine Canale 5. La struttura ha ospitato, nel periodo di maggiore attività, cinque differenti studi televisivi. Nel corso degli anni sono state realizzate all'interno di questa struttura numerose celebri trasmissioni delle reti Mediaset, tra cui Bim Bum Bam, Striscia la notizia, Pressing, Calciomania, Popcorn, Paperissima Sprint (dal 1995 al 2001),  Lucignolo, Mai dire Gol, Loggione, Dalla vostra parte, Le frontiere dello spirito, Cotto e mangiato. A lungo vi sono stati realizzati anche i notiziari di TGcom, Studio Aperto, TG4 e la redazione milanese del TG5 (la cui sede principale è situata a Roma nel Centro Safa Palatino).
Il 1º luglio 2015 viene comunicata la notizia della decisione di Mediaset di chiudere il centro di produzione e di trasferire tutti gli uffici e tutti gli studi nella sede principale di Cologno Monzese, in viale Europa e in un nuovo palazzo adiacente. Il trasloco diventa effettivo dal 15 ottobre 2016.
Dopo la chiusura, gli studi del Palazzo dei Cigni sono stati visionati da altre società di produzioni televisive interessate agli spazi, ma per diversi anni nessun accordo è stato siglato tra quest'ultime e la Fondazione ENPAM, proprietaria dello stabile.
Dal 1º luglio 2017, con il trasferimento presso gli edifici Mediaset di Cologno Monzese, Palazzo dei Cigni viene liberato in buona parte (circa 13.500 m²), sebbene conservi ancora ai piani 2º, 3º e 4º il residence gestito dal gruppo NH Hotels che gestisce anche l’omonimo albergo (NH Hotel Milano 2) distante poche centinaia di metri. I piani interrati sono destinati a studi televisivi (a doppia altezza) e depositi, i piani terreno e primo a studi TV e uffici organizzati in open space, i piani quarto (in parte), quinto e sesto ad uffici. Nonostante l'inutilizzo, l'edificio è rimasto in uno stato manutentivo sostanzialmente buono grazie ad un presidio impiantistico (manutenzione conservativa) e di controllo (guardiania attiva 24 ore su 24) che garantisce la conservazione complessiva dello stato dei luoghi.
Dal 2021, dopo alcuni lavori di ristrutturazione, gli studi sono stati dati in gestione alla società di produzione televisiva specializzata in realtà virtuale e realtà aumentata Multi Media Net, oggi dichiarata fallita.

## Studi
Il centro di produzione di Milano 2 comprendeva 5 studi televisivi:
- Studio 1: Striscia la notizia
- Studio 2: Studio Aperto
- Studio 3: TGcom24
- Studio 4: TG4
- Studio 5: collegamenti vari